# Доминик Палмер
Доминик Палмер (енгл. Dominique Palmer; 7. октобар 1999) је водећа британска активисткиња за заштиту животне средине и климатску правду. Активизам је започела говором на Оквирној конвенцији Уједињених нација о климатским променама 2019. године као истакнута личност и једна од најистакнутијих омладинских активиста у Уједињеном Краљевству у школском штрајку за климу.

## Биографија
Рођена је 7. октобра 1999. у Лондону, где је и одрасла. Студира политичке науке и међународне односе на Универзитету у Бирмингему. Активизмом је почела да се бави у оквиру Extinction Rebellion Youth, а убрзо је постала истакнути организатор школског штрајка за климу у Уједињеном Краљевству где организује климатске штрајкове. Организовала је #ClimateStrikeOnline. Фокусира се на интерсекционалност и маргинализоване заједнице у оквиру свог активизма због чега је постала водећи омладински активиста у Уједињеном Краљевству. Допринела је доношењу закона тако што је вршила притисак на народне посланике да усвоје „Предлог закона о благостању будућих генерација” који је представио Џон Берон Берд. Жеља јој је да се бави системском неједнакошћу климатских промена, што је похваљено као „бриљантно” и „инспиративно”. Током свог активизма је вршила притисак и на интерсекционалну природу климатске кризе, на панелуThe New York Times на 26. конференцији Уједињених нација о климатским променама, заједно са Малалом Јусуфзаи, Емом Вотсон, Гретом Тунберг, Тори Цуи, Ванесом Накате и Миом Роуз Крејг где је изјавила да су „експлоатација природних ресурса и људи повезани” и указала је на хитност деловања рекавши „Сада је време. Јуче је било време”. Организатор је Climate Live и руководилац догађаја 24. априла на којем је Деклан Макена свирао испред Вестминстерске палате са циљем подизања свести о климатској кризи. Као разлог организовања серије међународних концерата је навела: „Трка за очување будућности ове планете је почела и зато морамо деловати сада. Не боримо се само за нашу будућност, већ против садашње кризе и оних који већ пате. Потребна нам је амбициозна системска промена која ставља људе и планету у њено срце”. Такође, фокусира се на еколошку анксиозност код младих људи у вези са глобалним загревањем. Изјавила је: „Гледам у будућност, и оно са чиме се суочавамо у будућности, и ту је много страха и анксиозности. Млади људи, укључујући и мене, осећају се изданим од стране светских лидера”. Организује и климатске акције као метод за решавање проблема. Заједно са колегама активистима је водила кампању #cleanupStandardChartered, један је од дванаест организатора школског штрајка за климу који су слали отворена писма, једно је вршило притисак на извршног директора да „престане да подстиче климатску кризу”, а друго на Џо Бајдена и Камалу Харис рекавши да садашњост и будућност зависе од акција које њихова влада предузима у наредне четири године. Такође је суоснивач иницијативе Pass The Mic.